# Толстой, Алексей Петрович
Граф Алексе́й Петро́вич Толсто́й (15 июля 1797 — 15 марта 1864) — русский военачальник, генерал от кавалерии (17 апреля 1860) из графского рода Толстых. Герой русско-турецкой войны 1828—1829 годов, Польской кампании 1831 года и Венгерского похода 1849 года. Кавалер ордена Святого Георгия 3-го класса и 4-го класса.

## Биография
Старший сын генерала от инфантерии графа Петра Александровича Толстого. Крещён 21 июля 1797 года, крестник родного дяди князя Е. А. Голицына и графини А. Б. Апраксиной. В 1813 году вступил в Нижегородское ополчение, 21 мая был назначен в Свиту Его Величества, в чине прапорщика, и участвовал в различных сражениях кампаний 1813—1814 годов. В 1822 году назначен флигель-адъютантом, в 1824 году произведён в ротмистры и 12 января 1825 года обращён во фронт.
В царствование императора Николая I граф Толстой принимал видное участие в войнах: персидской, турецкой, против польских повстанцев и в венгерской кампании. Отличившись в персидскую кампанию 1827 года он был награждён орденом Святой Анны 2-й степени и золотой шпагой с надписью "За храбрость", а также был произведён в полковники.
В турецкую кампанию 1828 года Толстой с 1 июня находился при государе в главной квартире. 5 августа прибыл со своим Новороссийским драгунским полком в Крайову, 14 сентября соединился с авангардом генерала Ф. К. Гейсмара. В сражении при селе Боелешти командовал тремя эскадронами Новороссийского драгунского полка и четырьмя орудиями конной артиллерии и за отличие был награждён орденом Георгия 4-го класса. В начале турецкой кампании 1829 года Толстой командовал отрядом, расположенном на берегу Дуная между притоками его, Ольтою и Жио. При переправе через Дунай, закончившейся штурмом крепости Рахова, Толстой командовал отрядом охотников и ранен был в правую руку навылет. За отличие в этом деле он был награждён орденом Святого Владимира 3-й степени, а по окончании войны произведён в генерал-майоры.
При подавлении Ноябрьского восстания 1830 года участвовал в нескольких битвах: сражался под Вроновом и под Казимеж-Дольны, командовал авангардом в деле при селе Бабине 4 апреля, в сражении при штурме Варшавы 25 и 26 августа командовал свободной гвардейской бригадой и награждён был орденом Святого Владимира 2-й степени. В 1834—1836 годы Толстой состоял начальником штаба 3-го резервного кавалерийского корпуса.
6 декабря 1838 года он был назначен командиром 2-й бригады 1-й лёгкой кавалерийской дивизии, в сентябре 1839 года членом Государственного совета Царства Польского и членом Комитета прошений, подаваемых на Высочайшее имя. 29 августа 1842 года — управляющим конскрипцей и набором рекрутов в Царстве Польском и другими делами, касающимися воинских чинов из польских уроженцев.
10 октября 1843 года Толстой был произведён в генерал-лейтенанты. 14 марта 1845 года назначен присутствующим в общем собрании Варшавского правительствующего сената. 30 января 1846 года Толстой вышел в отставку, но как только был объявлен поход на Венгрию, он немедленно вновь определился на службу.
В венгерской кампании Толстой участвовал в сражении под Вайценом 5 июля 1849 года. Командуя большим отрядом, преследовал неприятеля после этого сражения и отличился в деле под Самбоком 8 июля. Когда он с 13 эскадронами гусар, 14 орудиями конной артиллерии и двумя сотнями казаков разбил венгерский отряд, значительно превосходящий его численностью, за это он был награждён орденом Святого Георгия 3-го класса.
После этой войны Толстой 30 октября 1850 года вновь назначен был сенатором Варшавского сената. В Крымскую войну Толстой сначала (с 20 марта 1855 года) начальствовал ополчением Калужской губернии, затем с 19 сентября командовал 2-м резервным пехотным корпусом, но в мае следующего года должен был уехать за границу для лечения болезни.
6 декабря 1856 года Толстой был награждён орденом Святого Александра Невского. 17 апреля 1860 года он был произведён в генералы от кавалерии и 28 декабря 1861 года уволен от службы. Скончался от чахотки 15 марта 1864 года в Дрездене. Похоронен в Донском монастыре в Москве.

## Награды
Российские:
- Орден Святого Владимира 4-й степени (30.08.1821)
- Орден Святой Анны 2-й степени (16.01.1826)
- Золотая шпага с надписью «За храбрость» (02.10.1827)
- Орден Святого Георгия 4-й степени (07.01.1829)
- Орден Святого Владимира 3-й степени (25.06.1829)
- Орден Святой Анны 1-й степени (23.09.1831)
- Орден Святого Владимира 2-й степени (18.10.1831)
- Знак отличия За военное достоинство 2-й степени (1832)
- Императорская корона к ордену Святой Анны 1-й степени (26.09.1834)
- Знак отличия беспорочной службы за XXL лет (22.08.1848)
- Орден Святого Георгия 3-й степени (01.09.1849)
- Орден Белого Орла (1853)
- Орден Святого Александра Невского (06.12.1856)

Иностранные:
- Персидский орден Льва и Солнца 2-й степени (1827)
- Австрийский орден Железной короны 1-й степени (1850)